# كارل فرديناند ألين
كارل فرديناند ألين (بالدنماركية: Carl Ferdinand Allen)‏ هو صحفي ومؤرخ دنماركي، ولد في 23 أبريل 1811 في كوبنهاغن في الدنمارك، وتوفي بنفس المكان في 27 ديسمبر 1871.